# Liste d'élections nationales en 2009
Chronologie des élections
- 2005
- 2006
- 2007
- 2008
- 2009
- 2010
- 2011
- 2012
- 2013

Cette liste recense les élections organisées durant l'année 1976. Elle inclut les élections législatives et présidentielles nationales dans les États souverains, ainsi que les référendums.

## Commentaires généraux
Au Japon, l'opposition sociale-libérale remporte les élections législatives en août, interrompant la domination historique de la droite sur la vie politique du pays. Yukio Hatoyama devient Premier ministre. En Allemagne, Angela Merkel demeure chancelière au terme des élections législatives en septembre, à la tête d'un gouvernement de coalition de centre-droit. Manmohan Singh, quant à lui, demeure Premier ministre de l'Inde, son parti Congrès national indien (centre-gauche) disposant de suffisamment de soutiens de la part d'autres partis à l'issue des élections législatives qui s'étendent d'avril à mai. 
Au Salvador, le FMLN, parti des anciens guérilleros de gauche, remporte une victoire historique aux élections législatives (janvier) et présidentielle (mars), après vingt ans de gouvernement de Alliance républicaine nationaliste - branche politique des milices paramilitaires d'extrême droite dans les années 1980 puis parti politique de droite plus classique dans les années 1990 et 2000.
En Iran, la réélection en juin du président conservateur Mahmoud Ahmadinejad face au candidat réformiste Mir Hossein Moussavi provoque de vives accusations de fraudes électorales. Le soulèvement populaire qui en résulte est violemment réprimé.
Enfin, deux des derniers États à parti unique, la Corée du Nord et le Turkménistan, organisent des semblants d'élections législatives en 2009. Au Turkménistan (décembre), les candidatures d'opposants indépendants sont en théorie possibles, mais inhibées par un climat d'intimidation, et de vénération du président Gurbanguly Berdimuhamedow. Le Parti démocratique, parti du dictateur, conserve la totalité des sièges au Parlement. En Corée du Nord (mars), les autorités exigent que tous les électeurs déposent un bulletin de vote favorable au candidat unique désigné pour leur circonscription par le Parti du travail.

## Par mois

### Janvier
| Date       | Pays     | Élections                  | Contexte | Résultats |
| ---------- | -------- | -------------------------- | --- | --- |
| 18 janvier | Salvador | Législatives               | | Parlement sans majorité. Le Front Farabundo Martí de libération nationale (FMLN, gauche), principal parti d'opposition, remporte la majorité relative des sièges. Une élection présidentielle a lieu en mars.                 |
| 25 janvier | Bolivie  | Référendum constitutionnel | Les citoyens sont invités à se prononcer pour ou contre un projet de nouvelle constitution souhaitée par le gouvernement d'Evo Morales (gauche). Elle fait de la Bolivie un État unitaire mais « plurinational », et laïc (tandis que le catholicisme romain était jusque lors la religion officielle). Elle nationalise les ressources minières du pays, institutionnalise une économie mixte, et restreint la taille des grands domaines fonciers privés. Elle rend possible les référendums révocatoires à l'encontre de tout élu, et rend le pouvoir judiciaire indépendant du Congrès. | La Constitution est approuvée par 61,4 % des votants. Des élections législatives et présidentielle ont lieu en décembre. |
| 26 janvier | Somalie  | Présidentielle             | Élection anticipée en raison de la démission du président Abdullahi Yusuf Ahmed, contesté par le Parlement. Les autorités somaliennes n'ayant pas le contrôle du territoire de leur pays, le président de la République est élu par les députés, rassemblés à Djibouti. Pour l'occasion, la taille du Parlement est doublée : Aux 275 membres existants s'ajoutent 200 représentants de l'opposition islamiste et 75 représentants de groupes citoyens et de la diaspora. | Sharif Sheikh Ahmed (Alliance pour la relibération de la Somalie : opposition hétéroclite) est élu au troisième tour avec 69,9 % des voix face au général Maslah Mohamed Siad, fils de l'ancien dictateur Mohamed Siad Barre. |

### Février
| Date       | Pays                       | Élections                  | Contexte | Résultats |
| ---------- | -------------------------- | -------------------------- | --- | --- |
| 8 février  | Liechtenstein              | Législatives               | | L'Union patriotique (centre-droit chrétien-démocrate et libéral-conservateur) obtient de justesse la majorité absolue des sièges. Klaus Tschütscher (UP) devient Premier ministre, et maintient le gouvernement de coalition de son parti avec le Parti progressiste des citoyens (droite national-conservatrice, libérale en économie). |
| 10 février | Israël                     | Législatives               | Élections anticipées. Accusé de corruption, le Premier ministre Ehud Olmert a démissionné, et sa successeur Tzipi Livni n'est pas parvenue à former un gouvernement.                                                                                    | Alternance. Parlement sans majorité. Le parti Kadima (centriste, libéral) de Tzipi Livni conserve sa majorité relative avec un peu moins d'un quart des sièges, mais c'est Benyamin Netanyahou (Likoud : droite national-conservatrice) qui devient Premier ministre, parvenant à former un gouvernement de coalition avec le parti Israel Beytenou (droite populiste et national-conservatrice), le Parti travailliste (centre-gauche), le Shas (droite religieuse et populiste) et le Foyer juif (extrême-droite religieuse). |
| 11 février | France Polynésie française | Présidentielle             | Élection par les députés. Le président Gaston Tong Sang, contesté par l'Assemblée, a démissionné. La Polynésie française est une collectivité d'outre-mer autonome française.                                                                           | Alternance. Oscar Temaru (Tavini huiraatira : centre-gauche indépendantiste) est élu au second tour avec 64,9 % des voix face à Gaston Tong Sang (O Porinetia to tatou ai'a : droite gaulliste). En novembre, toutefois, Gaston Tong Sang retrouve le pouvoir par le vote d'une motion de censure contre le gouvernement Temaru à l'Assemblée. |
| 15 février | Venezuela                  | Référendum constitutionnel | Les citoyens sont invités à se prononcer sur une proposition de 1er amendement à la Constitution, abrogeant la restriction sur le nombre de mandats autorisés pour le président de la République, les gouverneurs des États, les députés et les maires. | La proposition est approuvée par 54,9 % des votants, avec un taux de participation de 70,3 %. |

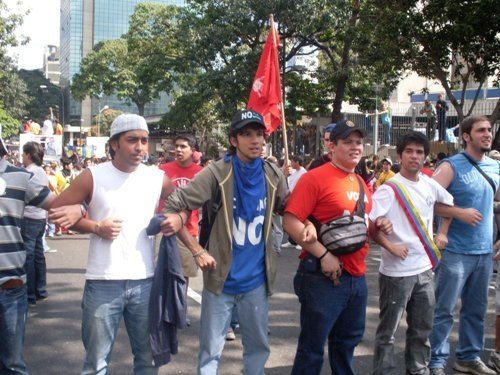
Manifestants faisant campagne pour le « non » au référendum vénézuélien de février.

### Mars
| Date    | Pays                        | Élections                  | Contexte | Résultats |
| ------- | --------------------------- | -------------------------- | --- | --- |
| 3 mars  | États fédérés de Micronésie | Législatives               | Élections de mi-mandat. Il n'existe pas de partis politiques. | Tous les députés sont élus sans étiquette. |
| 8 mars  | Corée du Nord               | Législatives               | La Corée du Nord est un État totalitaire. Les autorités présentent un unique candidat par circonscription. En principe, les électeurs sont invités à voter pour ou contre le candidat proposé ; dans la pratique, ils sont contraints de déposer un bulletin favorable. Tous les partis politiques autorisés sont membres du Front démocratique pour la réunification de la patrie, dirigé par le Parti du travail de Corée. Prévues initialement pour août 2008, ces élections sont reportées pour des raisons inconnues. | La commission électorale annonce que 100 % des votants ont déposé un bulletin favorable aux candidats proposés, avec un taux de participation de 99,98 %. Le Parti du travail de Corée (autoritaire, idéologie juche) conserve la très grande majorité des sièges. Kim Yong-il (Parti du travail) demeure Premier ministre. |
| 12 mars | Antigua-et-Barbuda          | Législatives               | | Le Parti progressiste unifié (centre-gauche) conserve de justesse la majorité absolue des sièges. Baldwin Spencer demeure Premier ministre. |
| 15 mars | Salvador                    | Présidentielle             | À la suite des élections législatives de janvier. | Alternance. Mauricio Funes (Front Farabundo Martí de libération nationale : gauche) est élu avec 51,3 % des voix face à un unique adversaire : Rodrigo Ávila (Alliance républicaine nationaliste : droite conservatrice et néolibérale).                                                                                    |
| 18 mars | Azerbaïdjan                 | Référendum constitutionnel | Les citoyens sont appelés à se prononcer séparément sur vingt-neuf propositions de réformes, dont une permettant au président Ilham Aliyev de se représenter pour un troisième mandat. | Les propositions sont toutes approuvées par plus de 87 % des votants. |
| 21 mars | Slovaquie                   | Présidentielle             | 1er tour | - |
| 22 mars | Macédoine                   | Présidentielle             | 1er tour | - |
| 29 mars | Monténégro                  | Législatives               | | La coalition « Monténégro européen » (centre-gauche) conserve la majorité absolue des sièges. Milo Đukanović (Parti démocratique socialiste : centre-gauche pro-européen, principal parti de la coalition) demeure Premier ministre.                                                                                        |
| 29 mars | France Mayotte              | Référendum                 | Les citoyens sont appelés à se prononcer pour ou contre un changement de statut de cette collectivité d'outre-mer de la République française, et l'obtention du statut de département d'outre-mer, impliquant l'harmonisation des lois locales avec celles de la République. | Le « oui » l'emporte à 95,2 %, et Mayotte devient le 101e département français. |

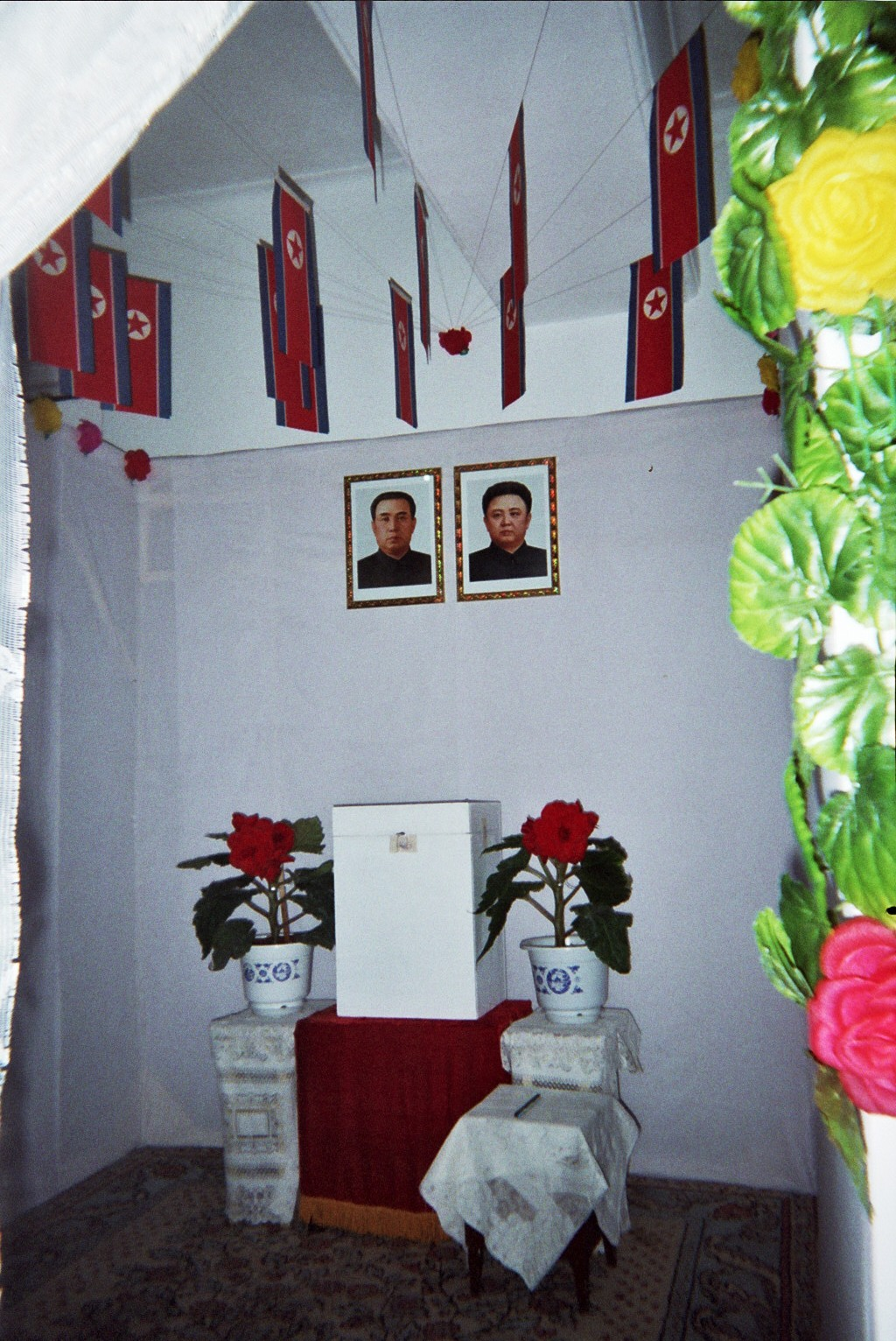
Bureau de vote en Corée du Nord.

### Avril
| Date     | Pays           | Élections                      | Contexte | Résultats |
| -------- | -------------- | ------------------------------ | --- | --- |
| 4 avril  | Slovaquie      | Présidentielle                 | 2d tour | Ivan Gašparovič (droite sans étiquette) est réélu avec 55,5 % des voix face à Iveta Radičová (SDKÚ-DS : centre-droit libéral-conservateur). |
| 5 avril  | Macédoine      | Présidentielle                 | 2d tour | Alternance. Gjorge Ivanov (VMRO-DPMNE : droite national-conservatrice et populiste, libérale en économie) est élu avec 63,1 % des voix face à Ljubomir Frčkoski (Union sociale-démocrate : centre-gauche social-libéral et pro-européen). |
| 5 avril  | Moldavie       | Législatives                   | | Le Parti des communistes conserve la majorité absolue des sièges. Le Parlement doit procéder à l'élection d'un nouveau président de la République, le président Vladimir Voronin (communiste) ayant complété deux mandats. L'élection d'un président nécessite le soutien de soixante-et-un députés sur cent-un ; or, le Parti des communistes dispose de soixante sièges, et les partis d'opposition rejettent tous les candidats proposés par la majorité. En conséquence, le président Voronin doit dissoudre le Parlement et convoquer de nouvelles élections législatives pour le mois de juillet. Dans l'intérim, Zinaida Greceanîi (communiste) demeure Première ministre. |
| 9 avril  | Algérie        | Présidentielle                 | Une modification de la constitution permet au président en exercice de se présenter pour un troisième mandat consécutif.                                                        | Abdelaziz Bouteflika (officiellement sans étiquette mais soutenu par le Front de libération nationale : centre-gauche) est réélu avec 90,2 % des voix face à cinq autres candidats. |
| 9 avril  | Indonésie      | Législatives                   | | Parlement sans majorité. Le Parti démocrate (centriste) obtient la majorité relative avec un quart des sièges. Une élection présidentielle a lieu en juillet. |
| 19 avril | Haïti          | Sénatoriales                   | 1er tour | - |
| 19 avril | Chypre du Nord | Législatives                   | Anticipées. | Alternance. Le Parti de l'unité nationale (droite), principal parti d'opposition, remporte de justesse la majorité absolue des sièges. Derviş Eroğlu (PUN) devient Premier ministre, avant de se porter candidat à l'élection présidentielle de 2010. |
| 22 avril | Afrique du Sud | Législatives                   | | Le parti Congrès national africain (centre-gauche) recule mais conserve la majorité absolue des sièges. Les députés élisent Jacob Zuma (CNA) à la présidence de la République. |
| 25 avril | Islande        | Législatives                   | La crise financière de 2008 a provoqué la chute du gouvernement du conservateur Geir Haarde, et l'instauration d'un gouvernement de coalition de gauche par intérim en février. | Parlement sans majorité. L'Alliance social-démocrate (centre-gauche) obtient la majorité relative avec un peu moins d'un tiers des sièges. Jóhanna Sigurðardóttir (Alliance) demeure Première ministre, conservant son gouvernement de coalition avec le Mouvement des verts et de gauche (gauche écosocialiste). |
| 26 avril | Andorre        | Législatives                   | | Parlement sans majorité. Alternance. Le Parti social-démocrate (centre-gauche), principal parti d'opposition, obtient exactement la moitié des sièges. Jaume Bartumeu Cassany (social-démocrate) devient Premier ministre, à la tête d'un gouvernement minoritaire. |
| 26 avril | Équateur       | Législatives et présidentielle | | Parlement sans majorité. L'Alianza País (gauche) perd sa majorité absolue des sièges, mais conserve la majorité relative, loin devant tous les autres partis. Rafael Correa (AP) est réélu président de la République dès le premier |

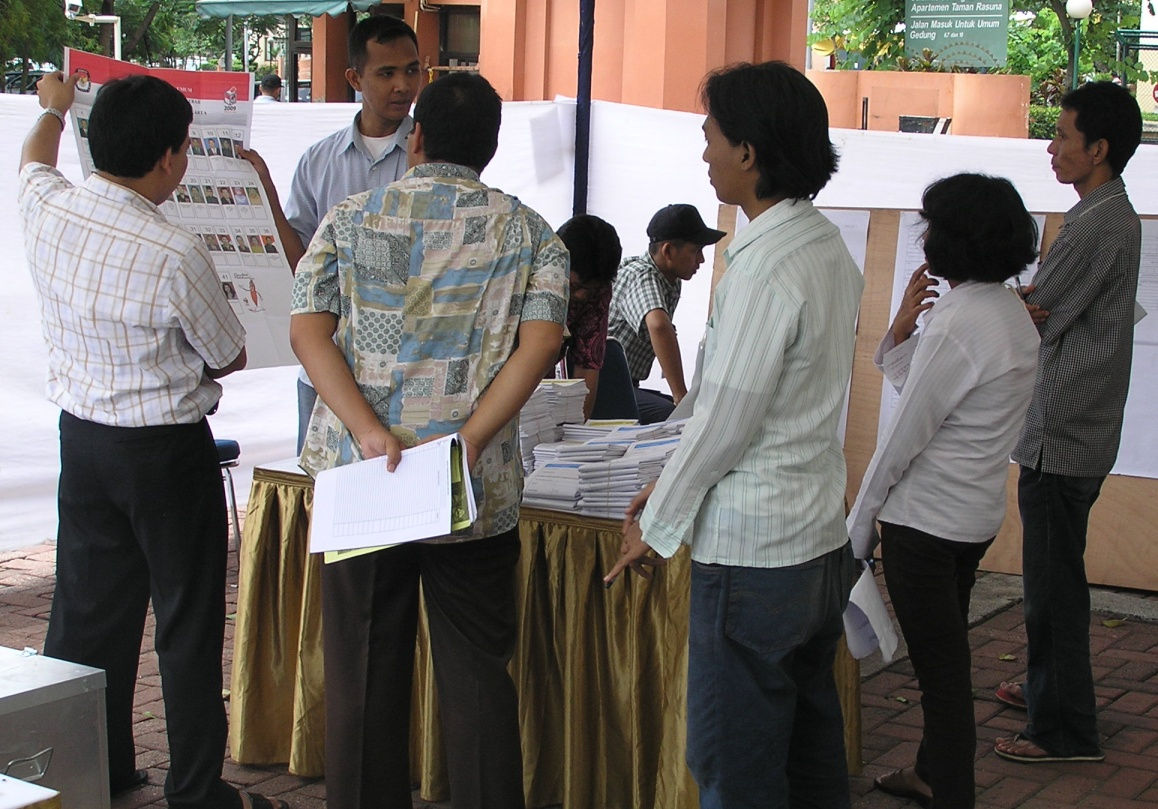
Décompte des bulletins à l'issue des élections législatives indonésiennes.

### Mai
| Date               | Pays                  | Élections                      | Contexte | Résultats |
| ------------------ | --------------------- | ------------------------------ | --- | --- |
| 3 mai              | Panama                | Législatives et présidentielle | | Alternance. L'Alliance pour le changement, coalition de partis d'opposition constituée principalement du Parti panamiste (droite populiste) et du parti Changement démocratique (centre-droit populiste) remporte la majorité absolue des sièges à l'Assemblée nationale. Ricardo Martinelli (Changement démocratique) est élu président de la République avec 60,0 % des voix face à deux autres candidats, dont notamment Balbina Herrera (Parti révolutionnaire démocratique : centre-gauche populiste ; 37,5 %). |
| 9 mai              | Maldives              | Législatives                   | Premières élections législatives après l'instauration d'une démocratie multipartite. Mohamed Nasheed, chef de l'opposition démocrate, a remporté en octobre 2008 la première élection présidentielle démocratique de l'histoire du pays. | Parlement sans majorité. Bien que devancé en nombre de voix par le Parti démocrate (centre-droit libéral) du nouveau président, le Parti populaire (centre-droit libéral-conservateur) de l'ancien dictateur Maumoon Abdul Gayoom obtient de peu la majorité relative des sièges, avec un peu plus d'un tiers des sièges à l'Assemblée. |
| 10 mai             | Nouvelle-Calédonie    | Législatives                   | La Nouvelle-Calédonie est une collectivité territoriale française autonome. | Congrès sans majorité. Le Rassemblement (droite gaulliste anti-indépendantiste) conserve la majorité relative des sièges. Le Congrès dans son ensemble conserve une majorité anti-indépendantiste. Philippe Gomès (Calédonie ensemble : centre-droit social-libéral et anti-indépendantiste) devient président du gouvernement, à la tête d'une coalition avec Le Rassemblement, l'Avenir ensemble (droite libéral-conservatrice) et le Mouvement de la diversité (droite gaulliste chrétienne-démocrate).           |
| 16 avril au 13 mai | Inde                  | Législatives                   | | Parlement sans majorité. Le parti Congrès national indien (centre-gauche progressiste, social-libéral et laïc) et ses alliés de l'Alliance progressiste unie accroissant leur majorité relative des sièges. Avec le soutien sans participation de plusieurs partis externes à l'alliance, Manmohan Singh (CNI) demeure Premier ministre. |
| 16 mai             | Koweït                | Législatives                   | Élections anticipées. Accusé de corruption, le gouvernement a démissionné sous la pression de l'Assemblée nationale, dissoute ensuite à son tour par la Cour constitutionnelle. | Parlement sans majorité. Les islamistes reculent nettement, mais demeurent le principal bloc (minoritaire) au parlement. Le Premier ministre sortant Nasser al-Sabah (sans étiquette) est reconduit dans ses fonctions par l'émir Sabah al-Sabah, son oncle. |
| 17 mai             | Lituanie              | Présidentielle                 | Ayant exercé deux mandats, le président Valdas Adamkus (sans étiquette) ne peut se représenter. | Dalia Grybauskaitė (sans étiquette) est élue dès le premier tour avec 68,2 % des voix face à six autres candidats. |
| 17 mai             | Comores               | Référendum constitutionnel     | Les citoyens sont appelés à se prononcer sur un ensemble d'amendements constitutionnels renforçant le pouvoir du président de la République. Le président serait autorisé à dissoudre l'Assemblée de l'Union, et les prérogatives des présidents des îles constitutives de l'Union seraient réduites. Par ailleurs, l'islam deviendrait religion d'État, et le président Ahmed Sambi verrait son mandat allongé de deux ans sans élection. | Les propositions sont déclarées approuvées par 93,9 % des votants, avec toutefois un taux de participation de seulement 51,8 %. |
| 19 mai             | Malawi                | Législatives et présidentielle | | Le Parti démocrate-progressiste (centriste, libéral), nouveau parti du gouvernement, remporte la majorité absolue des sièges à l'Assemblée nationale. Bingu wa Mutharika (PDP) est réélu président de la République avec 66,2 % des voix face à six autres candidats, dont notamment John Tembo (Parti du congrès : conservateur ; 30,5 %). |
| 23 mai             | Allemagne             | Présidentielle                 | Élection au suffrage indirect par un corps électoral composé des membres du Bundestag et de représentants des Länder. | Le président Horst Köhler (CDU/CSU : centre-droit chrétien-démocrate et libéral-conservateur) est réélu dès le premier tour avec 50,1 % des suffrages face à trois autres candidats. Des élections législatives ont lieu en septembre. |
| 24 mai             | Mongolie              | Présidentielle                 | | Alternance. Tsakhiagiin Elbegdorj (Parti démocrate : centre-droit libéral-conservateur) est élu avec 51,9 % des voix face à un unique adversaire, le président sortant Nambaryn Enkhbayar (Parti du peuple : centre-gauche). |
| 31 mai             | Ossétie du Sud-Alanie | Législatives                   | L'Ossétie du Sud est un État de facto souverain mais considéré par la majeure partie de la communauté internationale comme faisant partie du territoire de la Géorgie. | Le parti Unité (conservateur) perd sa majorité absolue des sièges mais conserve la majorité relative, obtenant exactement la moitié des sièges. Les autres sièges reviennent toutefois à des partis favorables au gouvernement. Vadim Brovtsev (parti Unité) devient Premier ministre. |

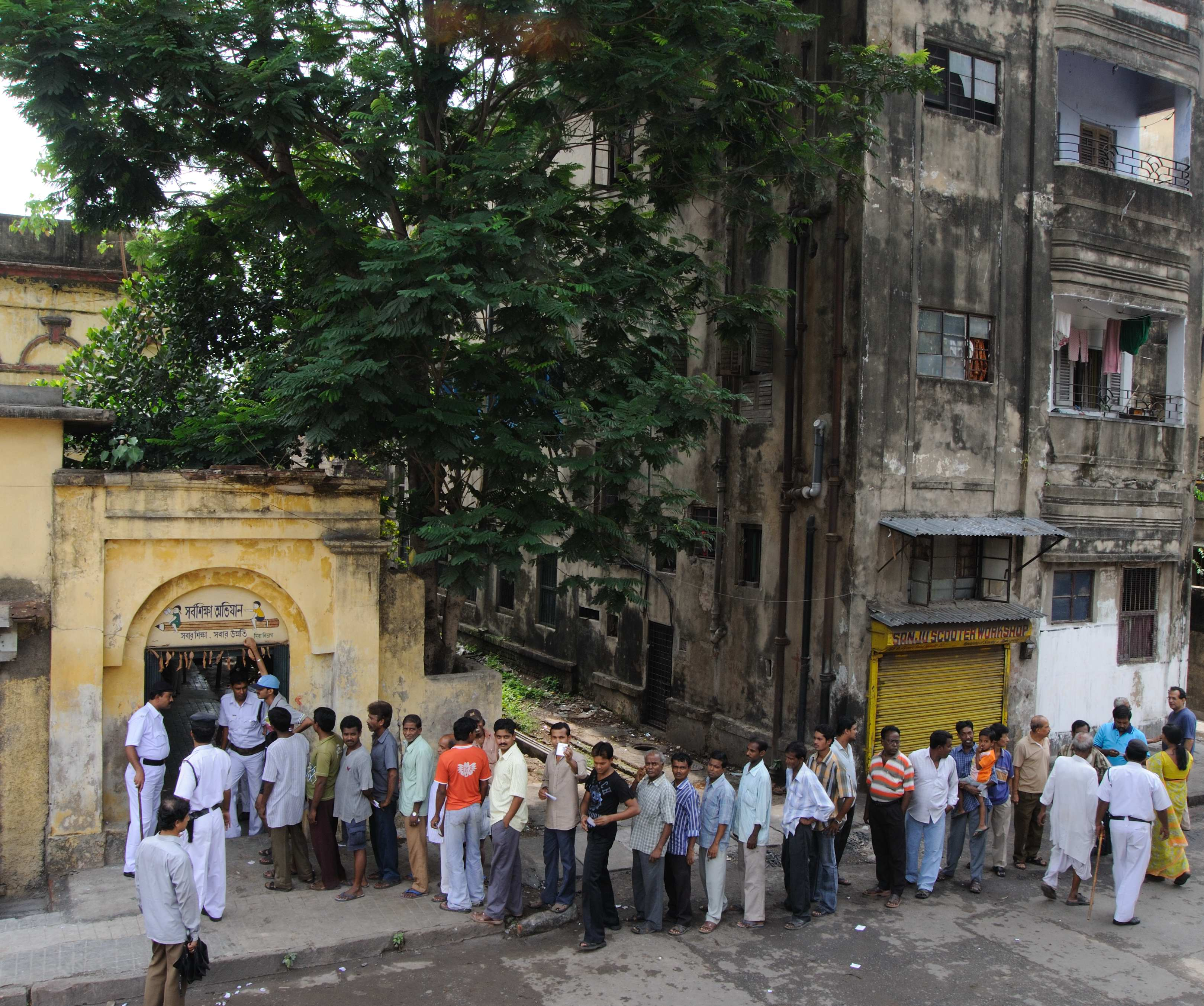
Électeurs indiens faisant la queue devant un bureau de vote à Calcutta le 13 mai.
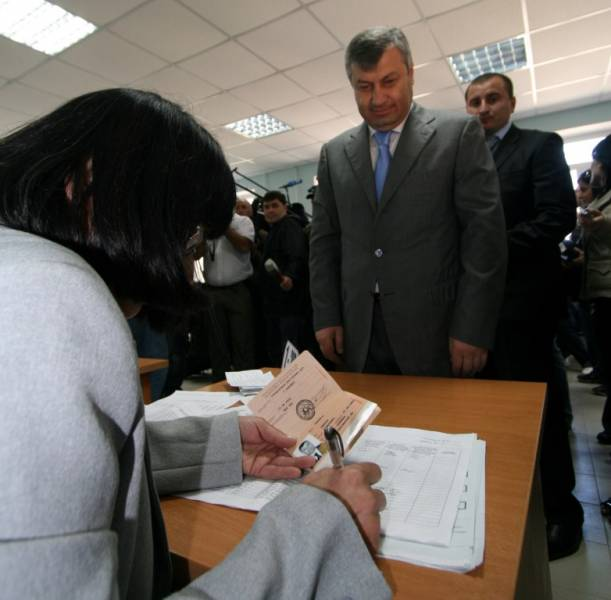
Le président Edouard Kokoïty votant lors des législatives en Ossétie du Sud le 31 mai.

### Juin
| Date                         | Pays             | Élections      | Contexte | Résultats |
| ---------------------------- | ---------------- | -------------- | --- | --- |
| 2 juin                       | Groenland        | Législatives   | Le Groënland est un pays constitutif du royaume de Danemark. En application des résultats d'un référendum en novembre 2008, et de la loi danoise conséquemment promulguée en mai 2009, le pays jouit d'une importante autonomie politique. | Parlement sans majorité. Alternance. Le parti Communauté inuit (gauche écosocialiste et indépendantiste) obtient un peu moins de la moitié des sièges. Kuupik Kleist (Communauté inuit) devient Premier ministre, formant un gouvernement de coalition avec les Démocrates (centristes sociaux-libéraux et unionistes) et l'Association de candidats (centre-droit conservateur).                                                                |
| 4 au 7 juin (selon les pays) | Union européenne | Législatives   | Les citoyens des vingt-sept États membres de l'Union élisent le Parlement de l'Union européenne. | Parlement sans majorité. Le Parti populaire européen (centre-droit libéral-conservateur) recule mais conserve la majorité relative avec un peu plus d'un tiers des sièges. Le Parti populaire arrive en tête dans quinze États dont l'Allemagne, la France, l'Espagne et l'Italie. |
| 7 juin                       | Danemark         | Référendum     | Les citoyens sont invités à se prononcer pour ou contre un amendement à la Loi de succession au trône, pour remplacer la primogéniture à préférence masculine par la primogéniture sans distinction de sexe.                               | La proposition est approuvée par 85,3 % des votants. |
| 7 juin                       | Liban            | Législatives   | | L'Alliance du 14-Mars, issue de la révolution du Cèdre contre l'hégémonie syrienne sur le pays, conserve la majorité absolue des sièges. Après cinq mois de négotiations, un gouvernement d'union nationale est formé, incluant aussi les partis de l'Alliance du 8-Mars (pro-syrienne). Saad Hariri (Courant du futur : centre-droit libéral, membre de l'Alliance du 14-Mars) devient Premier ministre.                                        |
| 7 juin                       | Luxembourg       | Législatives   | | Parlement sans majorité. Le Parti populaire chrétien-social (CSV ; centre-droit) conserve la majorité relative des sièges. Jean-Claude Juncker (CSV) demeure Premier ministre, et maintient son gouvernement de coalition avec le Parti ouvrier socialiste (centre-gauche). |
| 12 juin                      | Iran             | Présidentielle | Seuls les candidats approuvés par les clercs du Conseil des gardiens de la Constitution peuvent se présenter. | Le président Mahmoud Ahmadinejad (Société des dévots de la Révolution islamique : conservateur) est déclaré réélu avec 62,6 % des voix face à trois autres candidats dont notamment Mir Hossein Moussavi (réformateur ; 33,8 %). Ce dernier ne reconnaît pas la légitimité des résultats, alors que de nombreux observateurs font état de fraudes massives. Un mouvement de contestation sans précédent se développe, et est violemment réprimé. |
| 21 juin                      | Haïti            | Sénatoriales   | Renouvellement d'un tiers du Sénat. 2d tour | Sénat sans majorité. Le Front de l'Espoir (gauche) obtient les meilleurs résultats. |
| 28 juin                      | Argentine        | Législatives   | Élections de mi-mandat pour la moitié des sièges de la Chambre des députés et le tiers des sièges du Sénat. | Congrès sans majorité. La coalition du Front pour la victoire (centre-gauche) perd sa majorité absolue des sièges dans les deux chambres, mais conserve la majorité relative. |
| 28 juin                      | Albanie          | Législatives   | | Parlement sans majorité. L'Alliance pour le changement, au pouvoir, constituée du Parti démocrate (centre-droit libéral-conservateur et pro-européen) et de ses alliés, obtient exactement la moitié des sièges, soit un de moins que la majorité absolue. Sali Berisha (Parti démocrate) demeure Premier ministre, grâce à l'appui du Mouvement socialiste pour l'intégration (centre-gauche pro-européen) qui se joint à sa coalition.         |
| 28 juin                      | Guinée-Bissau    | Présidentielle | 1er tour | - |

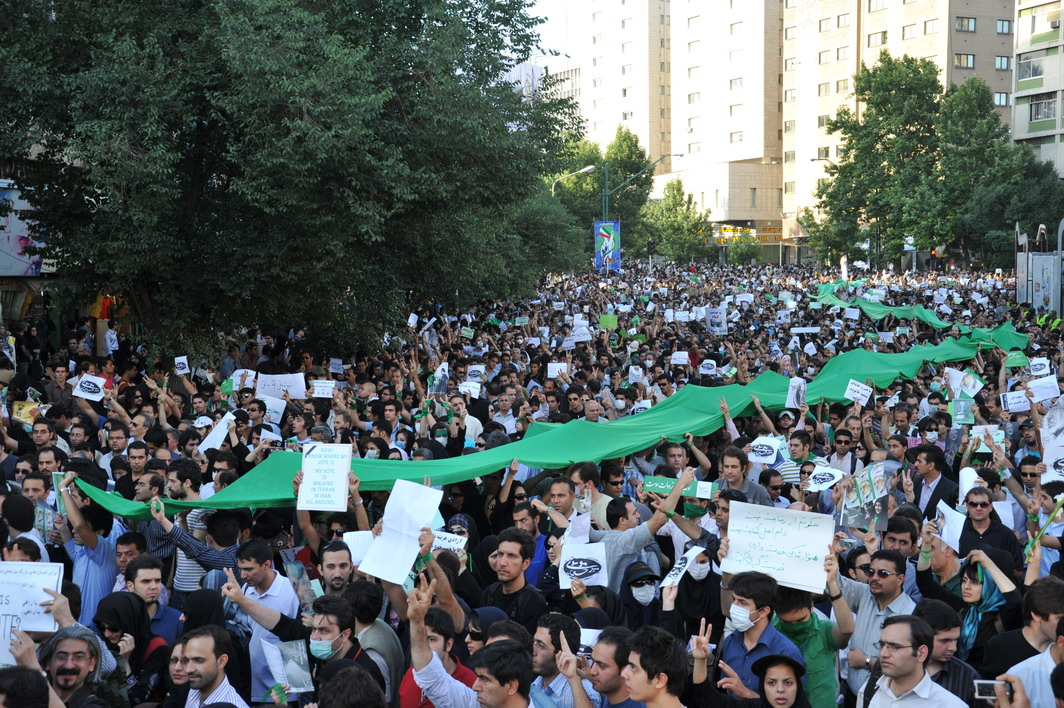
Manifestants à Téhéran le 16 juin, protestant contre les résultats annoncés de l'élection présidentielle iranienne.

### Juillet
| Date       | Pays                | Élections                      | Contexte | Résultats |
| ---------- | ------------------- | ------------------------------ | --- | --- |
| 5 juillet  | Bulgarie            | Législatives                   | | Parlement sans majorité. Alternance. Le nouveau parti Citoyens pour le développement européen de la Bulgarie (GERB : centre-droit conservateur, populiste et pro-européen) obtient la majorité relative des sièges, loin devant tous les autres partis et manquant de peu la majorité absolue. Boïko Borissov (GERB) devient Premier ministre, à la tête d'un gouvernement minoritaire. |
| 5 juillet  | Mexique             | Législatives                   | | Parlement sans majorité. Le Parti révolutionnaire institutionnel (centre-droit) améliore nettement ses résultats et obtient la majorité relative des sièges, manquant de peu la majorité absolue. |
| 8 juillet  | Indonésie           | Presidentielle                 | À la suite d'élections législatives en avril. | Susilo Bambang Yudhoyono (Parti démocrate : centriste) est réélu avec 60,8 % des voix face à deux autres candidats dont notamment l'ancienne présidente Megawati Sukarnoputri (Parti démocratique de lutte ; 26,8 %). |
| 12 juillet | République du Congo | Presidentielle                 | | Denis Sassou-Nguesso (Parti du travail : gauche) est réélu avec 78,6 % des voix face à douze autres candidats. |
| 18 juillet | Mauritanie          | Presidentielle                 | À la suite du coup d'État militaire de 2008 qui a renversé Sidi Mohamed Abdallahi, premier président démocratiquement élu de l'histoire du pays. | Mohamed Ould Abdel Aziz (Union pour la République : centriste, populiste) est élu dès le premier tour avec 52,6 % des voix face à neuf autres candidats. |
| 23 juillet | Kirghizistan        | Presidentielle                 | | Le président Kourmanbek Bakiev (parti Chemin blanc) est réélu avec 76,1 % des voix face à cinq autres candidats. |
| 25 juillet | Kurdistan irakien   | Législatives et présidentielle | Le Kurdistan irakien est une région autonome du nord de l'Irak.                                                                                  | Massoud Barzani (Parti démocratique du Kurdistan : droite populiste et conservatrice, libérale en économie) est réélu président avec 69,6 % des voix face à quatre autres candidats. Le PDK et son allié l'Union patriotique du Kurdistan (centre-gauche) conservent ensemble la majorité absolue des sièges au Parlement. Barham Salih (UPK) devient Premier ministre. |
| 26 juillet | Guinée-Bissau       | Présidentielle                 | Élection anticipée à la suite de l'assassinat du président João Bernardo Vieira (Parti africain pour l'indépendance) le 2 mars. 2d tour.         | Malam Bacai Sanhá (Parti africain pour l'indépendance : gauche) est élu avec 63,3 % des voix face à Mohamed Ialá Embaló (Parti pour le renouveau social : centre-gauche). |
| 29 juillet | Moldavie            | Législatives                   | Anticipées, les députés des partis minoritaires ayant bloqué l'élection d'un président de la République par le Parlement.                        | Parlement sans majorité. Le Parti des communistes conserve une majorité relative des sièges, loin devant tous les autres partis, mais perd de peu sa majorité absolue. La nouvelle assemblée ne parvient pas non plus à s'accorder sur l'élection d'un président de la République. À partir du mois de septembre, Mihai Ghimpu (Parti libéral : centre-droit libéral-conservateur), président du Parlement, exerce ex officio la présidence vacante de la République, par intérim. Vlad Filat (Parti libéral-démocrate : centre-droit conservateur et pro-européen) devient Premier ministre, à la tête d'un gouvernement de coalition des quatre partis non-communistes : le PLD, le Parti libéral, le Parti démocrate (centre-gauche pro-européen) et l'Alliance Notre Moldavie (centriste, social-libérale). De nouvelles élections législatives anticipées ont lieu en novembre 2010, pour tenter de dégager une majorité présidentielle au Parlement. |

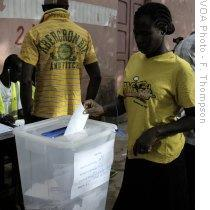
Électrice déposant son bulletin dans l'urne lors de l'élection présidentielle bissaoguinéenne.
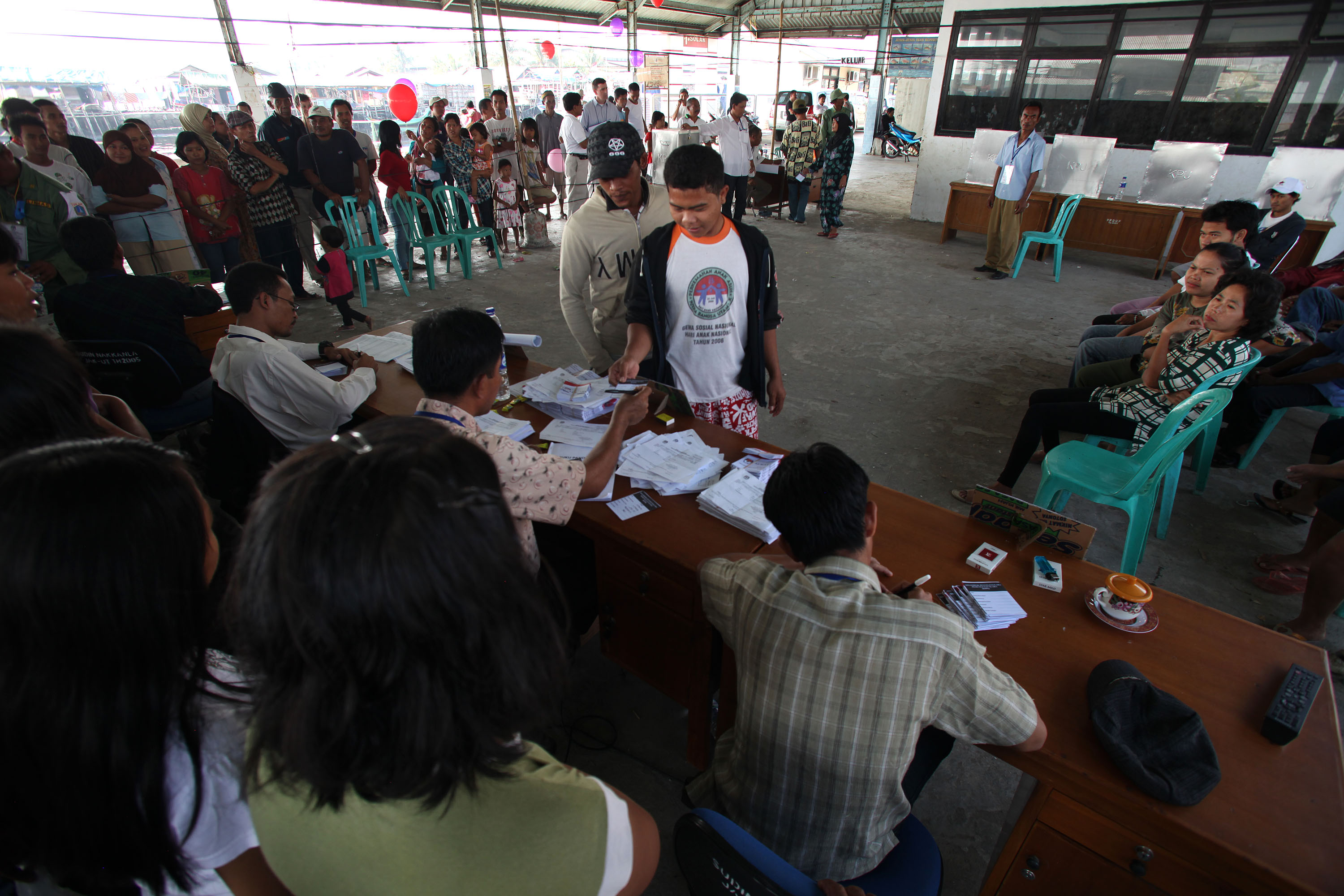
Déroulement de l'élection présidentielle indonésienne dans une bureau de vote à Djakarta.

### Août
| Date                  | Pays             | Élections                  | Contexte | Résultats |
| --------------------- | ---------------- | -------------------------- | --- | --- |
| 4 août                | Niger            | Référendum constitutionnel | Les citoyens sont appelés à se prononcer sur la dissolution des institutions de la Cinquième République et l'instauration d'une Sixième République où le pouvoir du président serait renforcé. Le président Mamadou Tandja dirigerait pendant trois ans un gouvernement par intérim chargé de préparer les nouvelles institutions. La Cour constitutionnelle déclare ce projet illégal et interdit la tenue du référendum ; le président dissout la Cour et assume les pleins pouvoirs. L'opposition appelle au boycott du référendum. | La proposition est approuvée officiellement par 92,5 % des votants avec un taux de participation de 68,3 %. Des élections législatives ont lieu en octobre. |
| 20 août               | Afghanistan      | Présidentielle             | 1er tour. La campagne électorale et le scrutin sont entachés d'attentats islamistes, d'actes de corruption et d'intimidation, de bourrage d'urnes, ainsi que d'un biais des médias en faveur du gouvernement. | Le président sortant Hamid Karzai (sans étiquette) recueille 49,7 % des voix, nécessitant en principe la tenue d'un second tour le 7 novembre. Qualifié en seconde place avec 30,6 % des voix, Abdullah Abdullah (Coalition nationale) refuse de participer au second tour, évoquant un manque de transparence dans le processus électoral. La commission électorale annule la tenue du second tour et déclare Hamid Karzai réélu par défaut. |
| 31 juillet au 21 août | Nouvelle-Zélande | Référendum                 | Référendum d'initiative citoyenne, par voie postale. Les citoyens sont invités à se prononcer pour ou contre le fait de permettre aux parents d'infliger une tape à leurs enfants. Les initiateurs du référendum réagissent ainsi à une loi de 2007 qui interdit cette pratique. | Avec un taux de participation de 56,1 %, 88,0 % des votants se prononcent en faveur de restaurer ce droit pour les parents. Le référendum n'ayant pas de portée contraignante, le gouvernement ne fait pas amender la loi. |
| 30 août               | Japon            | Législatives               | | Alternance. Le Parti démocrate (centriste, social-libéral), principal parti d'opposition, remporte la majorité absolue des sièges. Yukio Hatoyama devient Premier ministre. |
| 30 août               | Gabon            | Présidentielle             | Anticipée, à la suite du décès du président en exercice Omar Bongo. | Ali Bongo (Parti démocratique : centre-droit), fils du président défunt, est élu avec 41,7 % des voix face à seize autres candidats. André Mba Obame (sans étiquette) obtient 25,9 % des voix ; affirmant que les résultats sont frauduleux, il se proclame président, sans effet. Pierre Mamboundou (Union du peuple : centre-gauche) est troisième avec 25,2 % des voix.                                                                    |

### Septembre
| Date               | Pays      | Élections    | Contexte | Résultats |
| ------------------ | --------- | ------------ | -------- | --- |
| 13 et 14 septembre | Norvège   | Législatives |          | Le gouvernement de la « coalition rouge-vert », qui rassemble le Parti travailliste (centre-gauche), le Parti socialiste de gauche (gauche écosocialiste) et le Parti du centre (centriste, agrarien, fortement eurosceptique) conserve la majorité absolue des sièges. Jens Stoltenberg (travailliste) demeure Premier ministre.                                 |
| 27 septembre       | Allemagne | Législatives |          | La coalition des partis CDU/CSU (centre-droit chrétien-démocrate et libéral-conservateur) et du Parti libéral-démocrate (centre-droit libéral) remporte la majorité absolue des sièges. Angela Merkel (CDU-CSU) demeure chancelière. |
| 27 septembre       | Portugal  | Législatives |          | Parlement sans majorité. Le Parti socialiste perd sa majorité absolue des sièges mais conserve la majorité relative. José Sócrates (PS) demeure Premier ministre, cette fois d'un gouvernement minoritaire. Des élections anticipées ont lieu en 2011 dans le contexte de la crise économique portugaise et des manifestations contre les politiques d'austérité. |

### Octobre
| Date       | Pays       | Élections                      | Contexte | Résultats |
| ---------- | ---------- | ------------------------------ | --- | --- |
| 4 octobre  | Grèce      | Législatives                   | Élections anticipées. | Alternance. Le Mouvement socialiste panhellénique (PASOK, centre-gauche) remporte la majorité absolue des sièges. Giórgos Papandréou devient Premier ministre. |
| 16 octobre | Botswana   | Législatives                   | | Le Parti démocratique (conservateur) conserve la majorité absolue des sièges. Son parti ayant la majorité à l'Assemblée nationale, Ian Khama demeure automatiquement président de la République. |
| 20 octobre | Niger      | Législatives                   | Ces élections anticipées font suite au référendum constitutionnel illégal du mois d'août visant à renforcer les pouvoirs du président Mamadou Tandja. L'opposition appelle au boycott du scrutin. | Le Mouvement national pour la société du développement (conservateur), parti du président, qui disposait d'une majorité relative dans l'assemblée sortante, remporte cette fois la majorité absolue des sièges. Le taux de participation n'est que de 51,3 %. Un coup d'État en février 2010 renverse le président Tandja, et institue un Conseil suprême pour la restauration de la démocratie. |
| 25 octobre | Tunisie    | Législatives et présidentielle | | Le Rassemblement constitutionnel démocratique (centre-gauche) conserve la majorité absolue des sièges à la Chambre des députés. Zine el-Abidine Ben Ali (RCD) est réélu pour un cinquième mandat à la présidence de la République avec 89,6 % des voix, face à trois autres candidats. En janvier 2011 toutefois éclate la Révolution tunisienne, qui aboutit à la chute du régime.              |
| 25 octobre | Uruguay    | Législatives et présidentielle | Tour unique des législatives et 1er tour de la présidentielle. | Le Front large (coalition de partis de gauche et de centre-gauche) conserve de justesse la majorité absolue dans les deux chambres de l'Assemblée générale. |
| 28 octobre | Mozambique | Législatives et présidentielle | | Le Front de libération du Mozambique (FRELIMO, gauche) conserve la majorité absolue des sièges à l'Assemblée. Armando Guebuza (FRELIMO) est réélu président de la République avec 75,0 % des voix face à deux autres candidats, dont notamment Afonso Dhlakama (Résistance nationale : droite populiste, libérale en économie ; 16,4 %).                                                         |

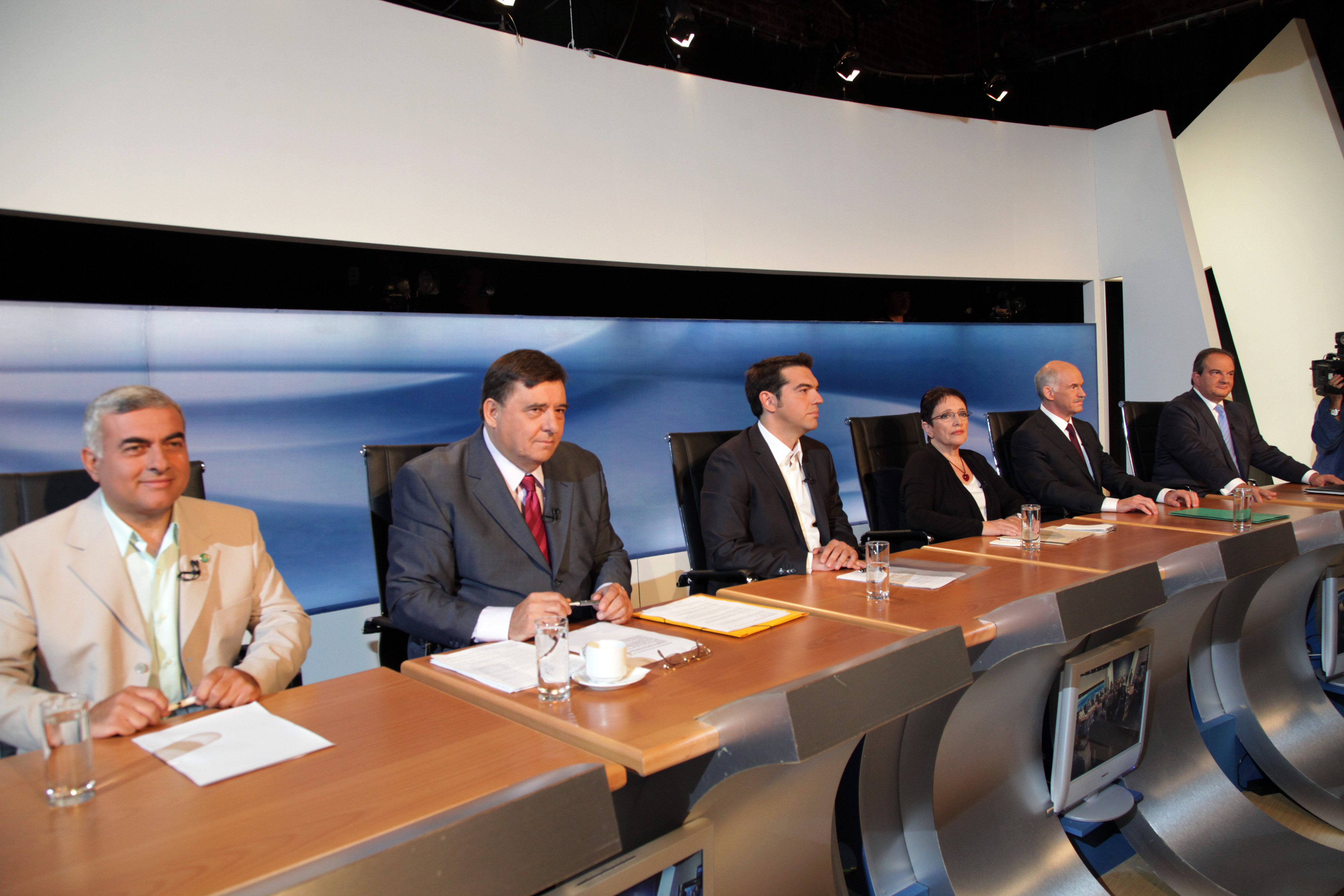
Chefs des différents partis politiques grecs en amont d'un débat télévisé pour les élections législatives d'octobre.

### Novembre
| Date              | Pays                            | Élections                      | Contexte | Résultats |
| ----------------- | ------------------------------- | ------------------------------ | --- | --- |
| 22 novembre       | Roumanie                        | Référendum constitutionnel     | Les citoyens sont invités à se prononcer pour ou contre l'abrogation de la chambre haute du Parlement, et pour ou contre la réduction du nombre de membres de la chambre basse. | Les propositions sont approuvées par respectivement 77,8 et 88,8 % des votants, avant un taux de participation tout juste suffisant pour valider le résultat. La réforme n'est toutefois pas mise en œuvre.                                                                                              |
| 22 novembre       | Roumanie                        | Présidentielle                 | 1er tour | - |
| 25 novembre       | Saint-Vincent-et-les-Grenadines | Référendum constitutionnel     | À l'initiative du Premier ministre Ralph Gonsalves, les citoyens sont invités à se prononcer pour ou contre l'abolition de la monarchie (Élisabeth II étant symboliquement chef de cet État indépendant) et l'instauration d'une république. | Les citoyens se prononcent à 55,3 % pour la conservation de la monarchie. |
| 27 et 28 novembre | Namibie                         | Législatives et présidentielle | | L'Organisation du peuple du Sud-Ouest africain (SWAPO, gauche) conserve la majorité absolue des sièges à l'Assemblée nationale. Hifikepunye Pohamba (SWAPO) est réélu président de la République avec 75,3 % des voix face à onze autres candidats.                                                      |
| 29 novembre       | Guinée équatoriale              | Présidentielle                 | La Guinée équatoriale n'est généralement pas considérée comme une démocratie. Les opposants sont soumis à des actes d'intimidation et de censure. | Le président Teodoro Obiang (Parti démocratique : droite autoritaire, parti dédié au pouvoir personnel du président) est réélu avec 95,4 % des voix face à quatre autres candidats. |
| 29 novembre       | Honduras                        | Législatives et présidentielle | Le pays subit une crise politique. Le président Manuel Zelaya (Parti libéral : centre-droit libéral) a tenté de faire amender la constitution pour pouvoir briguer un nouveau mandat. Sa tentative d'organiser un référendum à cet effet malgré l'interdiction prononcée par les autorités judiciaires a abouti à un coup d'État militaire en juin. Le renversement du président par l'armée est approuvé par le Congrès et par la Cour suprême, mais condamné par la communauté internationale. | Le Parti national (droite conservatrice, libérale en économie) conserve la majorité absolue des sièges au Congrès. Porfirio Lobo Sosa (Parti national) est élu président de la République avec 56,6 % des voix face à quatre autres candidats, dont notamment le candidat libéral Elvin Santos (38,1 %). |
| 29 novembre       | Uruguay                         | Présidentielle                 | 2d tour. La constitution ne permet pas au président sortant de se représenter immédiatement ; Tabaré Vázquez (Front large) n'est donc pas candidat. | José Mujica (Front large : coalition de partis de gauche et de centre-gauche) est élu avec 54,6 % des voix face à Luis Alberto Lacalle (Parti national : droite national-conservatrice et chrétienne, libérale en économie).                                                                             |

### Décembre
| Date             | Pays         | Élections                      | Contexte | Résultats |
| ---------------- | ------------ | ------------------------------ | --- | --- |
| 6 décembre       | Bolivie      | Législatives et présidentielle | | Le Mouvement vers le socialisme (gauche), qui disposait d'une majorité absolue à la Chambre des députés et d'une majorité relative au Sénat, remporte cette fois une majorité des deux-tiers dans les deux chambres. Evo Morales (MVS) est réélu président de la République avec 64,2 % des voix face à sept autres candidats, dont notamment Manfred Reyes (Plan progrès pour la Bolivie - Convergence nationale : droite ; 26,5 %). |
| 6 décembre       | Roumanie     | Présidentielle                 | 2d tour | Le président Traian Băsescu (Parti démocrate-libéral : centre-droit chrétien-démocrate et libéral-conservateur) est réélu avec 50,3 % des voix face à Mircea Geoană (Parti social-démocrate : centre-gauche conservateur). |
| 13 décembre      | Chili        | Législatives et présidentielle | Tour unique des législatives et 1er tour de la présidentielle. | Congrès sans majorité. La coalition Concertation des partis pour la démocratie (centre-gauche) perd sa majorité absolue dans les deux chambres. Elle conserve la majorité relative au Sénat, où elle frôle la majorité absolue, mais est dépassée de peu à la Chambre des députés par la Coalition pour le changement (centre-droit). Le second tour de l'élection présidentielle a lieu en janvier 2010.                             |
| 12 décembre      | Abkhazie     | Présidentielle                 | L’Abkhazie est un État de facto souverain mais considéré par la majeure partie de la communauté internationale comme faisant partie du territoire de la Géorgie. | Le président Sergueï Bagapch (Abkhazie unie : centre-droit conservateur) est réélu dès le premier tour avec 61,2 % des voix, face à quatre autres candidats. |
| 12 décembre      | Dominique    | Législatives                   | | Le Parti travailliste (centre-gauche) accroît nettement sa majorité absolue des sièges. Roosevelt Skerrit demeure Premier ministre. |
| 14 décembre      | Turkménistan | Législatives                   | Constitutionnellement, le Turkménistan a cessé d'être un État à parti unique en 2008, mais aucun autre parti n'a été créé pour ces élections. Un climat d'intimidation dissuade toute opposition réelle. Quelque 90 % des candidats sont présentés par le parti, la plupart des autres étant issus d'organisations affiliées. Il y a en moyenne 2,3 candidats par siège à pourvoir, le parti invitant ainsi les citoyens à départager ses candidats. | Le Parti démocratique (autoritaire, étatiste) conserve l'intégralité des sièges. |
| 6 et 20 décembre | Comores      | Législatives                   | | Les partisans du président Ahmed Sambi, rassemblés en un « Mouvement baobab », remportent la très large majorité des sièges. |
| 27 décembre      | Croatie      | Présidentielle                 | 1er tour | - |
| 27 décembre      | Ouzbékistan  | Législatives                   | 1er tour. | - |